# Pierre Albarran
Pierre Albarran (18. maj 1893 i Vestindien – 23. februar 1960 i Paris) var en fransk tennisspiller som deltog i de olympiske leger 1920 i Antwerpen, hvor han vandt en bronzemedalje og opnåede en tredjeplads i double sammen med Max Decugis.
Albarran var også en fremragende bridgespiller, han var med til at vinde det europæiske holdmesterskab i 1935 og han repræsenterede Frankrig på det første verdensmesterskab i bridge som blev arrangeret i New York i 1935.

## Biografier
- Bridge, Nouvelle methode de nomination. Les jeux bicolores. Le Canapé, 1946
- Cent donnes extraordinaires: Bridge, 1953, co-author José Le Dentu
- Comment Gagner Au Bridge, 1959, with Pierre Jaïs
- L'Encyclopédie du bridge moderne, vol 1. 1957 and vol. 2 1968
- Le Bridge pour Tous, 1949, medforfatter Robert de Nexon, Publisher: A. Fayard, Paris, LC: 49052576
- Le Nouveau Bridge Pour Tous, 1958, medforfatter Robert de Nexon and Jose Le Dentu
- Notre Methode de Bridge, 1936, medforfatter Robert de Nexon
- Nouveau Memento de Bridge en 100 Lecons: Encheres Naturelles, 1976, medforfatter Jose Le Dentu, Publisher: A. Fayard, Paris, ISBN 2-213-00396-3, LC: 77576798